# Legend of the Dragon
Cet article concerne le film. Pour la série animée, voir Legend of the Dragon (série télévisée).
Pour plus de détails, voir Fiche technique et Distribution.
Legend of the Dragon (龍的傳人, Lung dik chuen yan) est une comédie d'action hongkongaise produite et réalisée par Danny Lee et sortie en 1991 à Hong Kong.
Elle totalise 23 762 012 HK$ de recettes au box-office.

## Synopsis
Un naïf étudiant en kung-fu (Stephen Chow) quitte son village rural sur une petite île pour chercher sa fortune à Hong Kong sous la conduite douteuse de son oncle (Bryan Leung) qui le contraint à utiliser son talent pour le billard pour gagner de l'argent.

## Fiche technique
- Titre original : 龍的傳人
- Titre international : Legend of the Dragon
- Réalisation : Danny Lee
- Scénario : Law Kam-fai (d'après une histoire de James Fung)
- Photographie : Abdul M. Rumjahn, Andrew Lau et Tony Miu
- Montage : Ma Chung-yiu
- Musique : Philip Chan et Tang Siu-lam
- Production : Danny Lee
- Société de production : Magnum Films
- Société de distribution : Golden Princess Film Production
- Pays d'origine :  Hong Kong
- Langue originale : cantonais
- Format : couleur
- Genre : comédie d'action
- Durée : 96 minutes
- Dates de sortie :
  - Hong Kong : 7 mars 1991

## Distribution
- Stephen Chow : Chow Siu-lung
- Teresa Mo : Mo
- Bryan Leung : Yun
- Yuen Wah : Maître Chow Fei-hung
- Corey Yuen : un policier
- Lung Fong : le parrain Fong
- Shing Fui-on : l'homme de main à lunettes de Fong
- Felix Lok (en) : l'agent immobilier de Fong
- Chiu Chi-ling (en) : un homme dans la foule du festival
- Lee Hoi-sang (en) : le gardien aveugle du temple
- Jimmy White : lui-même, le champion du monde de billard
- Parkman Wong (caméo)
- Ricky Yi : un homme de main
- Amy Yip : la propriétaire d'une boutique (caméo)